# 潮吹き (女性器)
潮吹き（しおふき）とは、女性の生殖器における尿道口から液体を放出する現象である。オーガズムの前、もしくは最中に腟前壁を刺激することにより、女性の尿道から液体が排出される現象。英語では Squirting 又はFemale ejaculationとなるが、上記のようにオーガズムである男性の射精とは異なり、必ずしも潮吹き自体に快感を伴うものではない。日本語の名称の由来は、鯨の潮吹きの様子に似ているためである。

## 概要
潮吹きはオーガズム前後で膀胱から尿やその他の液体が急速に排出されるものである。厳密には、潮吹きは、オーガズム中に尿が排出されることであり、尿とスキーン腺からの物質の両方が放出される場合は女性の射精と呼ばれる。性行為中に膀胱をコントロールできなくなって起きる失禁とも区別される。しかし、一般的な日常会話では「潮吹き」という言葉はこれら3つすべてを指すのに使われることがある。潮吹きは必ずしも大量の液体を噴き出すとは限らない。
膣を持つ人の10%から54%が潮吹きを経験しているが、誰でも潮吹きを行えるわけではなく、確実に行う方法もない。

## 女性の前立腺
前立腺の相同器官であり女性の前立腺とも呼ばれるスキーン腺の組織中に生化学的、免疫科学的方法によりPSAやPAPが検出される。これは男性の場合に前立腺から射精により排出されるこれらの物質が、女性においてもスキーン腺において作られることを示唆している。
性機能に関しては、クリトリスと膣壁は主に体性神経系の陰部神経に支配される（運動性、感覚性）。これに対し、膀胱と尿道と前立腺は主に副交感神経系の骨盤神経に支配される（運動性、感覚性）。